# Västerkulla, Vanda stad
För andra betydelser, se Västerkulla.
 Västerkulla (finska: Länsimäki) är en stadsdel i Vanda stad i landskapet Nyland. 
Västerkulla gränsar i norr till Borgåleden, i väster till Råby, i öster till Västersundom och i söder till Mellungsbacka i Helsingfors. Stadsdelen omfattar 3,1 km² och har under 6 000 invånare. Antalet invånare har minskat en aning sedan år 1999. Över 50 % av befolkningen har utländsk bakgrund. 
Nära Västerkulla, på under en kilometers avstånd, ligger Mellungsbacka metrostation. Det finns cirka 640 arbetsplatser i stadsdelen, som har en av de högsta arbetslöshetsgraderna i Vanda. Det finns ett litet köpcentrum med post och butik, en kyrka, ett bibliotek och en social- och hälsovårdsstation. 
Västerkulla delas upp i den nästan totalt obebyggda östra delen med skog och åkrar och den bebyggda västra delen med tät höghusbebyggelse. Åkrarna ligger i en bred dal som omgärdas av höga berg på den västra sidan. Bakom bergen finns stora arealer sandig mark. Westerkulla gård ligger i dalens öppning. Gården bildades på 1600-talet och den byggnadshistoriskt viktiga huvudbyggnaden är från år 1827. År 1915 förenades huvudbyggnaden med en tillbyggnad byggd år 1875 genom att bygga ett galleri mellan de båda byggnaderna. 
En annan kulturhistoriskt viktig plats i Västerkulla är Kvarnbackens befästningar som byggdes åren 1915–1917 för att försvara Petrograd. Löpgravarna som är insprängda i berget är numera skyddade enligt fornminneslagen och de ligger i ett parkområde.